# 如意宝珠

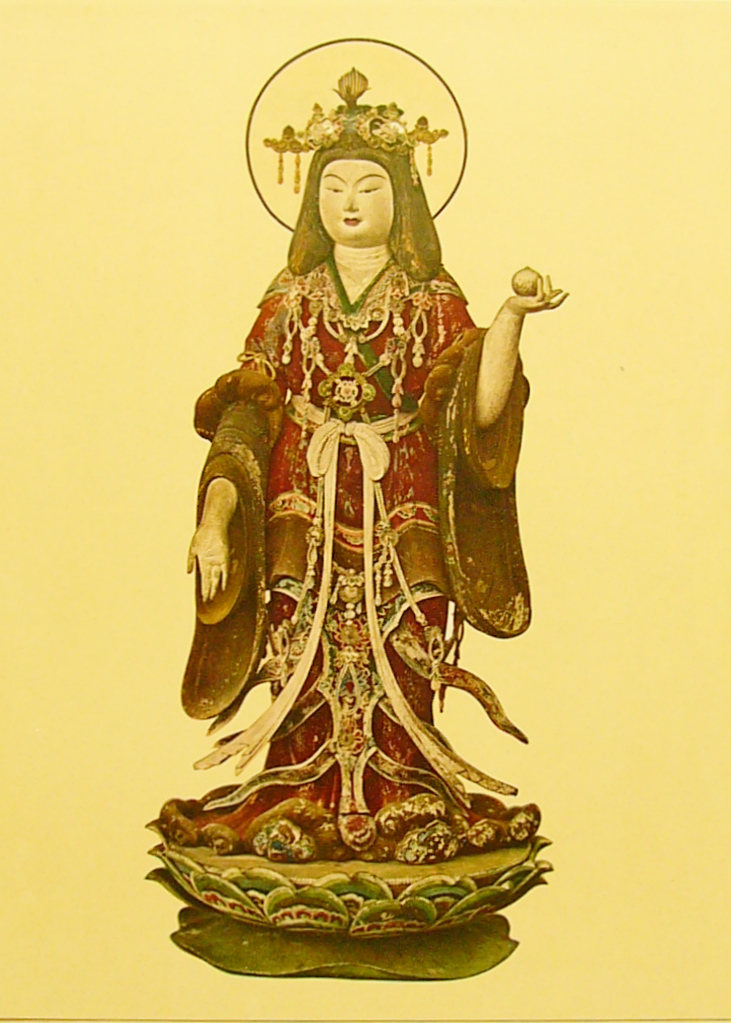
左手に如意宝珠をもつ吉祥天立像（ 浄瑠璃寺）

如意宝珠（にょいほうじゅ、梵: चिन्तामणि （チンターマニ）、 英: Cintāmaṇi）、また宝玉（ほうぎょく）とは、仏教において霊験を表すとされる宝の珠のこと。

## 名称
サンスクリット語でチンターとは「思考」、マニは「珠」を指す言葉で、「意のままに願いをかなえる宝」と解釈できる。如意宝、如意珠、または宝珠（ほうじゅ、ほうしゅ）と呼ばれる。

## 特徴
チンターマニの形状は、日本では一般的に下部が球形で上部が山なりに湾曲して尖っている。一方でチベット仏教の宗教画や建造物では、下部が円柱として伸びており、上部が山なりに湾曲して尖っている。
如意宝珠を表現する一つの種類として、3つのチンターマニが積み重なったもの（多くは下に2個が横に並びその上に1個乗った形）を一つの火炎が包んだものがあり、これは三弁宝珠と呼ばれる。
チンターマニは仏や仏の教えの象徴と考えられる。地蔵菩薩、虚空蔵菩薩、如意輪観音などの持物で三昧耶形とされる。チンターマニは無限の価値を持つものと伝えられており、祈りの対象となる。
チンターマニは通常、仏塔の相輪の最上部に取り付けられる。そのほかには仏堂の頂上に置かれることがある。
擬宝珠（橋の欄干など寺院以外の建造物の装飾）は、チンターマニを模したものとする説がある。
如意宝珠の概念は天台智顗（智顗）の摩訶止観とともに日本に伝わった。『日本書紀』仲哀天皇2年、神功皇后が三韓征伐の際、海中から如意珠を得た記述が見られ、廣田神社の公式ホームページ「御宝物」ではこれを水晶玉と解釈し、宝物として所有している。平安時代には神道にも取りこまれ、稲を持った豊穣の女神ウカノミタマが、富裕の神として如意宝珠を持った姿で描かれるようになった。ウカノミタマとともに信仰されてきた如意宝珠の図柄は、熊野本宮大社の牛玉宝印や伏見稲荷大社のご朱印として押印され続け、現代でも信仰の対象として使用されている。なお宝珠印の原型と見られる炎を放つ液滴の図柄は、日本に仏教が伝わる前の6世紀頃、高句麗の高山洞1号墳北壁の玄武壁画の中央にすでに描かれている。